# 委內瑞拉斯坦達脂鯉
委內瑞拉斯坦達脂鯉（学名：Steindachnerina pupula），為輻鰭魚綱脂鯉目脂鯉亞目無齒脂鯉科的其中一個種，分布於南美洲奧里諾科河流域，體長可達9.9公分，棲息在底中層水域，生活習性不明。